# Atesta dixoni
Atesta dixoni là một loài bọ cánh cứng trong họ Cerambycidae.